# Michel Vanhove
Michel Vanhove (6 januari 1960) is een Vlaams televisiemaker en -regisseur. Hij is actief bij het productiehuis De chinezen. 
Vanhove stapte begin december 2013 over van Woestijnvis waar hij sinds de oprichting van dit productiehuis actief was. Hij werkt uitsluitend achter de schermen. Meestal werkte hij daar samen met Tom Lenaerts, Michiel Devlieger en/of Bart De Pauw.
De bekendste programma's die hij mee bedacht zijn De Mol en De Parelvissers.  Michel Vanhove verzorgde in 2009 mee de regie van Van vlees en bloed samen met Tom Van Dyck en Michiel Devlieger. Hij verzorgde in 2010 mee de regie van 
God en klein Pierke en hielp mee aan Basta.